# Maxdorf
Maxdorf est une municipalité et chef-lieu de la Verbandsgemeinde Maxdorf, dans l'arrondissement de Rhin-Palatinat, en Rhénanie-Palatinat, dans l'ouest de l'Allemagne.

## Références

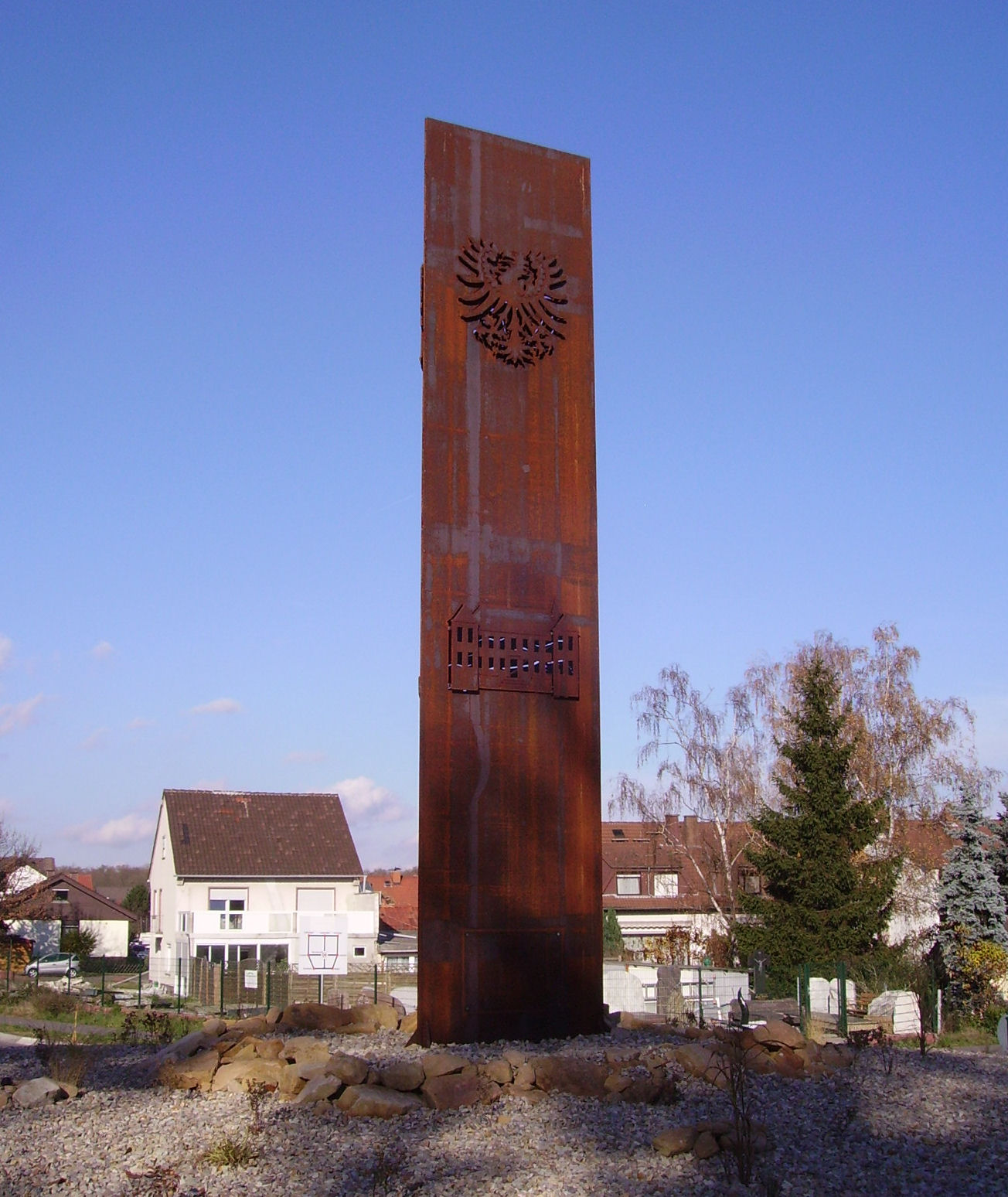
Carrefour giratoire à Maxdorf
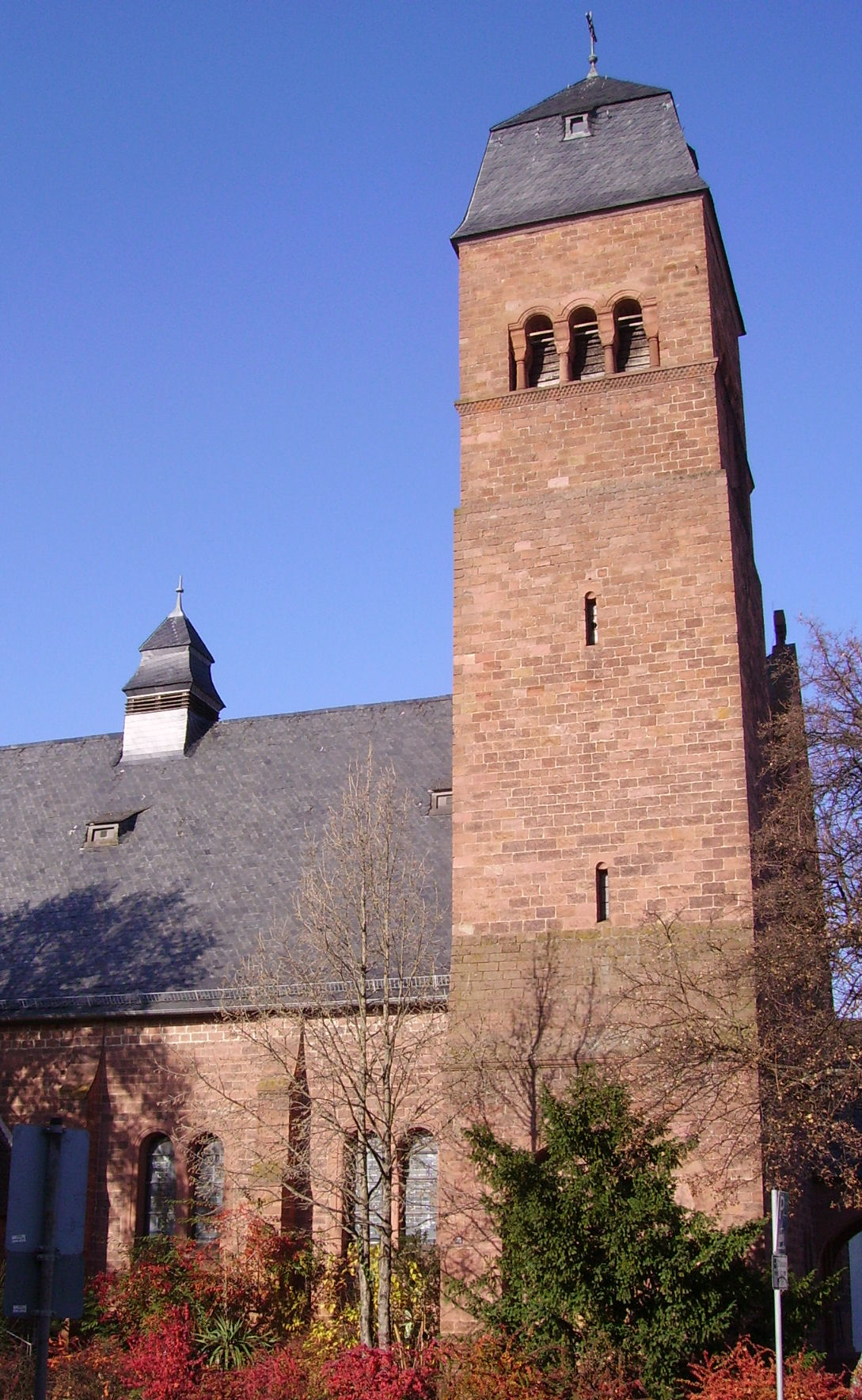
Église catholique de Maxdorf
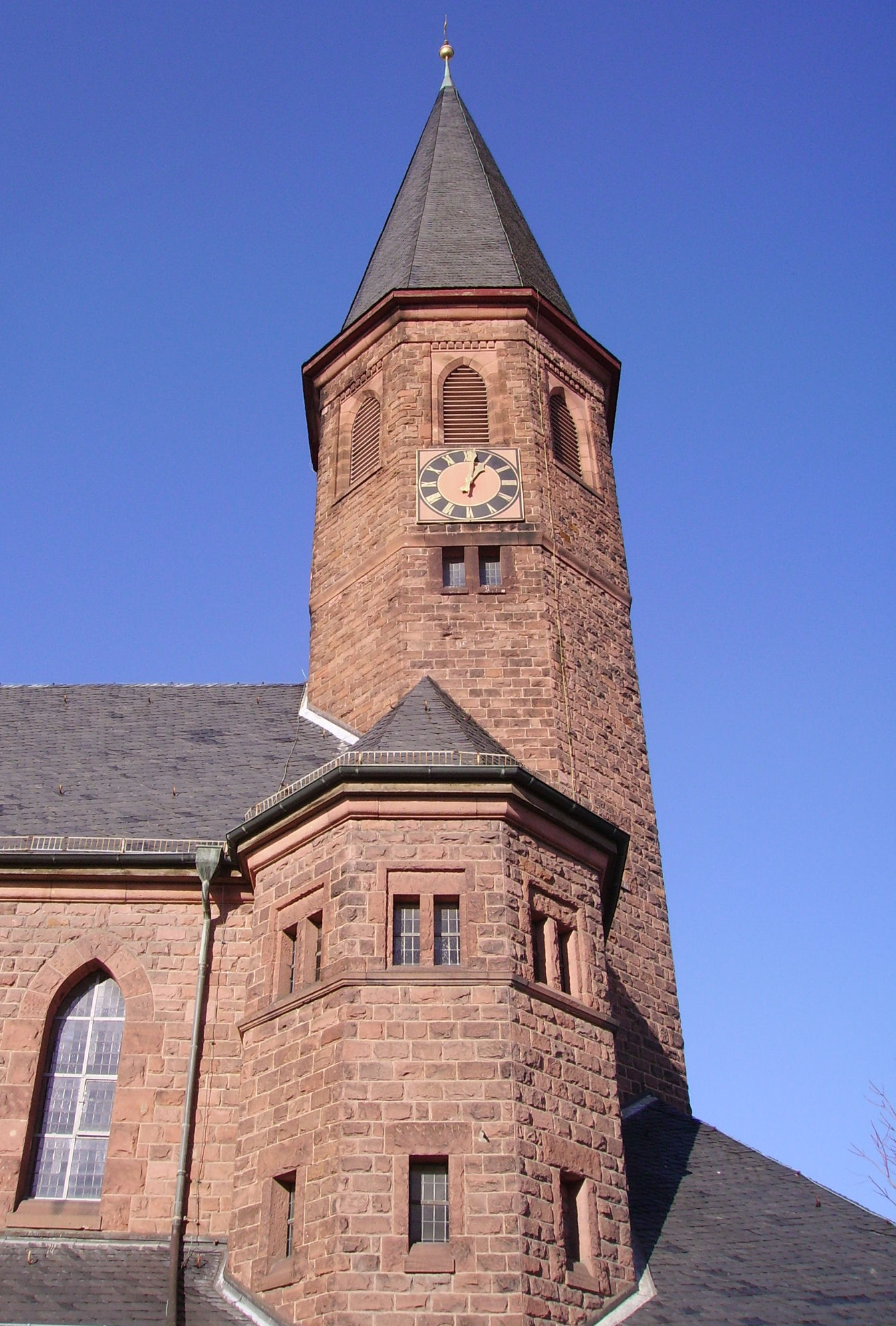
Église protestante